# Before Today
Before Today  è l'ottavo album dell'artista statunitense Ariel Pink, uscito a nome "Ariel Pink's Haunted Graffiti". È stato pubblicato l'8 giugno 2010. L'album segna il debutto dell'artista con la casa discografica 4AD.

## Critica
L'album è stato accolto favorevolmente dalla critica. La rivista Pitchfork ha collocato l'album al n. 9 nella sua lista dei "The Top 50 Albums of 2010".

## Tracce
1. Hot Body Rub – 2:26
2. Bright Lit Blue Skies – 2:25
3. L'estat (Acc. to the Widow's Maid) – 4:26
4. Fright Night (Nevermore) – 3:35
5. Round and Round – 5:08
6. Beverly Kills – 3:56
7. Butt-House Blondies – 3:27
8. Little Wig – 5:46
9. Can't Hear My Eyes – 3:19
10. Reminiscences – 2:34
11. Menopause Man – 4:00
12. Revolution's a Lie – 3:49